# Саур-Джон (Оклахома)
Саур-Джон (англ. Sour John) — переписна місцевість (CDP) в США, в окрузі Маскогі штату Оклахома. Населення — 71 особа (2020).

## Географія
Саур-Джон розташований за координатами 35°37′14″ пн. ш. 95°8′36″ зх. д. / 35.62056° пн. ш. 95.14333° зх. д. (35.620551, -95.143308).  За даними Бюро перепису населення США в 2010 році переписна місцевість мала площу 14,68 км², уся площа — суходіл.

## Демографія
Згідно з переписом 2010 року, у переписній місцевості мешкало 60 осіб у 25 домогосподарствах у складі 20 родин. Густота населення становила 4 особи/км².  Було 35 помешкань (2/км²).
Расовий склад населення:
| - 56,7 % — білих - 18,3 % — корінних американців - 1,7 % — азіатів |

До двох чи більше рас належало 23,3 %. Частка іспаномовних становила 0,0 % від усіх жителів.
За віковим діапазоном населення розподілялося таким чином: 21,7 % — особи молодші 18 років, 61,6 % — особи у віці 18—64 років, 16,7 % — особи у віці 65 років та старші. Медіана віку мешканця становила 50,5 року. На 100 осіб жіночої статі у переписній місцевості припадало 106,9 чоловіків;  на 100 жінок у віці від 18 років та старших — 104,3 чоловіків також старших 18 років.
Цивільне працевлаштоване населення становило 11 осіб. Основні галузі зайнятості: виробництво — 63,6 %, освіта, охорона здоров'я та соціальна допомога — 36,4 %.